# Pi laricio de Còrsega
El pi de Còrsega o pinassa (Pinus nigra var. corsicana (J.W. Loudon) Hyl., ample o largia en cors), és una varietat del pi negre. El bosc és moderadament dur i presenta un gra dret. La mateixa varietat existeix a Calàbria i a Sicília, amb com a denominació pi laricio.

## Taxonomia i nomenclatura

### Posició en el si de l'espècie
La descripció actualment acceptada d'aquesta varietat és aquella de Nils Hylander l'any 1913
Aquesta varietat és generalment posada en el si de la subespècie Pinus nigra subsp. laricio (Poir.) Maire. Allò explica el nom « Pin laricio de Còrsega ». Altres autors situarien la varietat dins del subsp Pinus nigra. salzmannii (Dunal) Franco [ref. necessària].
Tanmateix les descripcions d'aquestes dues subespècies són posteriors a aquella de la varietat Pinus nigra subsp. laricio (Poir.) Maire és descrit l'any 1928, Pinus nigra subsp. salzmannii (Dunal) Franco l'any 1943. Així, la descripció, i la validitat, de la varietat és independent del seu plaçament a tal o tal subespècie, plaçament que és posterior a la publicació de Hylander.
Per consegüent, si hi ha debat entre els quadrinomis Pinus nigra subsp. laricio var. corsicana i Pinus nigra subsp. salzmannii var. corsicana, el trinomi Pinus nigra var. corsicana no fa pas aquest problema.

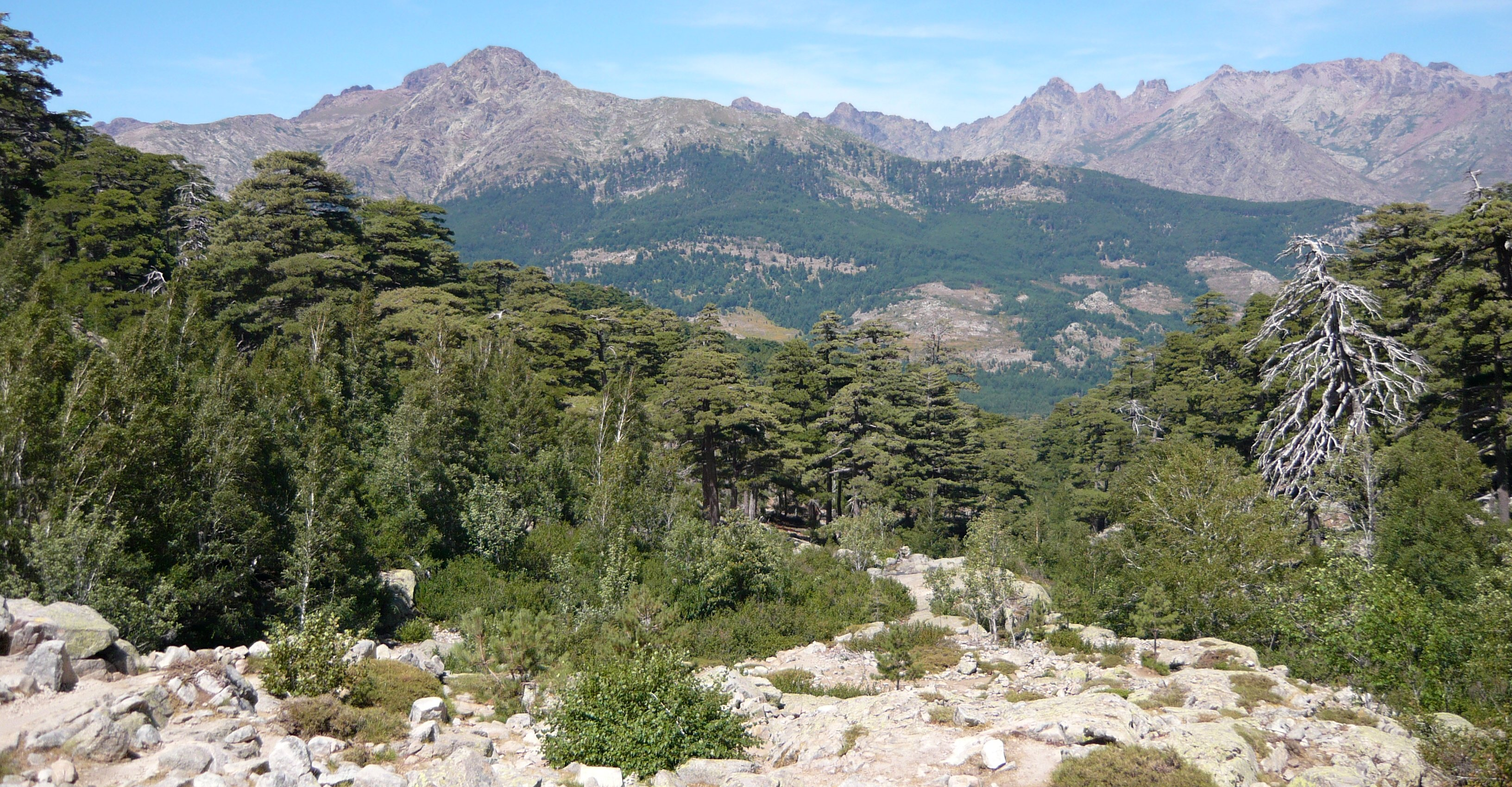
Pins laricio del bosc de Valdu Niellu.

Si aquesta varietat és reconeguda vàlida per certs autors, uns altres no la reconeixen pas i posen els individus classificats a aquesta varietat directament en el si de la subespècie Pinus nigra subsp. laricio. De fet, encara que aquesta subespècie sigui estesa a Còrsega, a Calàbria i a Sicília, la més gran difusió és a l'altiplà de Sila a Calàbria (Pinus nigra ssp. laricio var. calabrica), comunament dit Pino silano.

## Caràcters biològics
Aquesta essència arriba a una alçada màxima de 30 metres, amb un fullatge poc dens. Les agulles són generalment inserides per dues, i mesuren 12 a 15 . Són verd cendrat, flexibles i no picants.